# Hólger Quiñónez
Hólger Quiñónez (El Triunfo, provincia del Guayas, 18 de septiembre de 1962) es un exfutbolista ecuatoriano que jugaba de defensa central.

## Trayectoria
A los dieciocho años, debutó en primera división con el Barcelona de Guayaquil. Cuando atravesaba su mejor momento, fue vendido al Vasco da Gama de Brasil, donde permaneció un año logrando el campeonato junto con grandes figuras como Bebeto y Bismark. En Emelec formó parte del Equipo Ideal de América de 1991, elección realizada año a año por el diario El País, de Uruguay.
Luego de su paso por Emelec, en 1992, pasó a jugar al Unión Madeira de la primera división de Portugal, equipo con el que descendió a la Serie B. Pero logró ascender nuevamente a la primera división al año siguiente. En 1995 pasó al Deportivo Pereira del fútbol profesional colombiano.
En 1997 vuelve al fútbol ecuatoriano para jugar en el Deportivo Quito. En 1998 regresa a Barcelona y ese año juega la Copa Libertadores 1998, obteniendo el vicecampeonato luego de perder la final con el Vasco da Gama. El 24 de septiembre de 2000, jugó su último partido, fue en un clásico del Astillero disputado en el Estado Monumental que terminó empatado 1-1. 
Hólguer Quiñónez es considerado como uno de los mejores defensas en la historia del fútbol ecuatoriano.
También vale destacar que es el primer ecuatoriano en anotar un gol frente al Fútbol Club Barcelona de España.

## Selección nacional
Ha sido internacional con la selección de fútbol de Ecuador en cincuenta ocasiones. 

### Participaciones enEliminatorias al Mundial
| Eliminatoria                          | Sede del Mundial       | Posición               | Resultado              | PJ | GA | Asis |
| ------------------------------------- | ---------------------- | ---------------------- | ---------------------- | -- | -- | ---- |
| Eliminatorias Mundial de México 1986  | México                 | 3°lugar 1pt Grupo 2    | Eliminado              | 2  | 0  | 0    |
| Eliminatorias Mundial de Italia 1990  | Italia                 | 3°lugar 3pts Grupo 2   | Eliminado              | 4  | 0  | 0    |
| Eliminatorias Mundial de Francia 1998 | Francia                | 6°lugar 21pts          | Eliminado              | 2  | 0  | 0    |
| Total en Eliminatorias                | Total en Eliminatorias | Total en Eliminatorias | Total en Eliminatorias | 8  | 0  | 0    |

### Participaciones enCopas América
| Torneo                 | Sede                   | Resultado              | PJ | GA | Asis |
| ---------------------- | ---------------------- | ---------------------- | -- | -- | ---- |
| Copa América 1989      | Brasil                 | Fase de grupos         | 4  | 0  | 0    |
| Copa América 1991      | Chile                  | Fase de grupos         | 4  | 0  | 0    |
| Copa América 1993      | Ecuador                | Cuarto lugar           | 0  | 0  | 0    |
| Copa América 1995      | Uruguay                | Fase de grupos         | 3  | 0  | 0    |
| Copa América 1999      | Paraguay               | Fase de grupos         | 2  | 0  | 0    |
| Total en Copas América | Total en Copas América | Total en Copas América | 13 | 0  | 0    |

## Clubes
| Club              | País     | Año       |
| ----------------- | -------- | --------- |
| Barcelona         | Ecuador  | 1980-1989 |
| Vasco da Gama     | Brasil   | 1989-1990 |
| Emelec            | Ecuador  | 1991-1992 |
| Unión Madeira     | Portugal | 1992-1994 |
| Deportivo Pereira | Colombia | 1995-1997 |
| Deportivo Quito   | Ecuador  | 1997-1998 |
| Barcelona         | Ecuador  | 1998-2000 |

## Palmarés

### Campeonatos nacionales
| Título                 | Club          | País    | Año  |
| ---------------------- | ------------- | ------- | ---- |
| Campeonato Ecuatoriano | Barcelona     | Ecuador | 1980 |
| Campeonato Ecuatoriano | Barcelona     | Ecuador | 1981 |
| Campeonato Ecuatoriano | Barcelona     | Ecuador | 1985 |
| Campeonato Ecuatoriano | Barcelona     | Ecuador | 1987 |
| Campeonato Ecuatoriano | Barcelona     | Ecuador | 1989 |
| Brasileirão            | Vasco da Gama | Brasil  | 1989 |
| Campeonato Ecuatoriano | Barcelona     | Ecuador | 1997 |

### Distinciones individuales
| Distinción                        | Año  |
| --------------------------------- | ---- |
| Parte del Equipo Ideal de América | 1991 |

- Datos: Q2240442